# Alonso de los Ríos y Berriz
Alonso de los Ríos y Bérriz Castañeda de Santa Cruz (Lima, 18 de septiembre de 1619-30 de abril de 1706) fue un clérigo criollo que ocupó importantes cargos eclesiásticos y académicos en el Virreinato del Perú. Fue rector de la Universidad de San Marcos.

## Biografía
Sus padres fueron el capitán Juan de los Ríos Berriz, alcalde ordinario de Lima e hijo del Secretario Álvaro Ruiz de Navamuel, y Floriana Castañeda de San Cruz y Padilla, ambos limeños. Inició sus estudios en el Real Colegio de San Martín, pero los interrumpió para pasar a La Paz acompañando a su tío Feliciano de Vega y Padilla, quien iba a asumir el gobierno de la diócesis (1634). A su retorno a Lima, continuó sus estudios en la Universidad de San Marcos, donde obtuvo el grado de Doctor en Leyes y Cánones.
Viajó a España, junto a su hermano José (1661), donde se le concedería el hábito de caballero de la Orden de Calatrava (1663). De retorno al Perú, hizo profesión religiosa, siendo incorporado al Cabildo Metropolitano de Lima como racionero (1671). Fue elegido rector por el claustro sanmarquino (1681), y posteriormente viajó a Roma como procurador del cabildo eclesiástico, donde obtuvo una canonjía (1688). De regreso a Lima, pasó a ser maestrescuela (1694) y viajó nuevamente a Roma como procurador en el proceso de canonización de Toribio de Mogrovejo. Nuevamente de retorno a Lima, fue promovido a la chantría (1701).
| Predecesor: Francisco de Valera | Rector de la Universidad de San Marcos 1681-1684 | Sucesor: Juan Andrés de Paredes y Polanco |